# 金羿獎
金羿獎是一項由經濟部能源局指導，工業技術研究院工業材料研究所主辦的活動，是為了鼓勵太陽光電能源的應用所設計的競賽，參賽作品以太陽能相關應用之解決方案為主，並且多數作品能應用於日常生活上。
這項競賽是在2004年起首度辦理，至今已成功辦理四屆，每屆都有不同的主題與競賽組別，參賽單位主要以太陽能相關產業之組織、公司行號，或是能源相關科系之學生為主。

## 外部連結
- 工研院金羿獎網站 （页面存档备份，存于）